# Casimiro Municio Aldea
Casimiro Municio Aldea, Águeda o Agüera (Sepúlveda 1874 - † Madrid, 1935) fue verdugo de la Audiencia de Madrid entre 1915 y 1935. Junto a Gregorio Mayoral llevó a cabo la triple ejecución de los condenados por el crimen del Expreso de Andalucía: Sánchez Navarrete, Piqueras y Sánchez Molina. Fue retratado por Alfonso Sánchez García en 1932.
Necesitaba beber para poder realizar su trabajo, lo que le causó problemas toda su vida. Además, su falta de pericia hizo que un reo le partiese el dedo índice de un mordisco. En 1930 firmó una petición para que cesasen las ejecuciones

Estoy arruinado físicamente. Soy un desgraciado. Un miserable que mata para vivir. Siempre que trabajo, me da el Estado cincuenta duros, que me gasto en medicinas, porque caigo siempre enfermo después
Casimiro Municio

## Reos ejecutados por Casimiro Municio (incompleta)
- Pedro Lobo[3] "el Canena"[2] (Jaén, 12 de febrero de 1924)
- José María Sánchez Navarrete (Madrid, 9 de mayo de 1924)
- Francisco Piqueras (Madrid, 9 de mayo de 1924)
- Honorio Sánchez Molina (Madrid, 9 de mayo de 1924)
- José Llácer Bertrán (Barcelona, 10 de noviembre de 1924)[1]